# Cá khế sáu sọc
Cá khế sáu sọc hay cá háo sáu sọc, tên khoa học Caranx sexfasciatus, là một loài cá biển trong họ Carangidae. Loài này thường phân bổ ở các vùng biển ấm từ Ấn Độ Dương đến Thái Bình Dương, trải dài từ Nam Phi ở phía tây đến California và Ecuador ở phía đông, bao gồm Úc ở phía nam và Nhật Bản ở phía bắc.
The bigeye trevally is best distinguished by its colouration, having a dark second dorsal fin with a white tip on the lobe, and also possessing a small dark spot on the operculum. Other more detailed anatomical features also set the species apart from other members of Caranx. The species is known to grow to a length of 120 cm and 18 kg.
Mắt to kiểu trevally phân bố trên khắp các vùng biển nhiệt đới của Ấn Độ Dương và Thái Bình Dương, trải dài từ Nam Phi ở phía tây đến California và Ecuador ở phía đông, bao gồm Úc ở phía nam và Nhật Bản ở phía bắc. Cá khế sáu sọc được phân biệt tốt nhất bởi kiểu màu sắc của nó, có vây lưng thứ hai sẫm màu với đầu trắng trên thùy, và cũng có một đốm đen nhỏ trên nắp mang. Các đặc điểm giải phẫu chi tiết hơn khác cũng khiến loài này khác biệt với các thành viên khác của Caranx. Loài này được biết là có chiều dài 120 cm và nặng 18 kg.
Chúng chủ yếu sinh sống ven bờ, sinh sống ở các rạn san hô có độ sâu khoảng 100 m ở cả vùng ven biển và các đảo xa bờ, thường dạt vào các cửa sông và vịnh cát để bắt cá con. Loài cá này thường được tìm thấy bơi thành các đàn lớn di chuyển chậm vào ban ngày, trở nên hoạt động vào ban đêm khi chúng kiếm ăn, chúng săn bắt nhiều loại cá, động vật giáp xác, động vật chân đầu và các động vật không xương sống khác. Chúng được biết là chuyển từ chế độ ăn nhiều giáp xác hơn khi còn nhỏ sang chế độ ăn gần như hoàn toàn là cá khi trưởng thành. Sự trưởng thành về mặt giới tính đạt tới 42 cm, với sự sinh sản diễn ra thành các tập hợp lớn xảy ra ở các thời kỳ khác nhau trong phạm vi của nó, thường là giữa tháng Bảy và tháng 3. Loài cá này có tầm quan trọng vừa phải đối với nghề đánh bắt cá trong toàn bộ phạm vi của nó và có tầm quan trọng cao đối với một số nghề đánh bắt thủ công. Người ta đánh bắt bằng lưới rê, lưới kéo, và các phương pháp đánh bắt thủ công khác. 